# Semaglutid

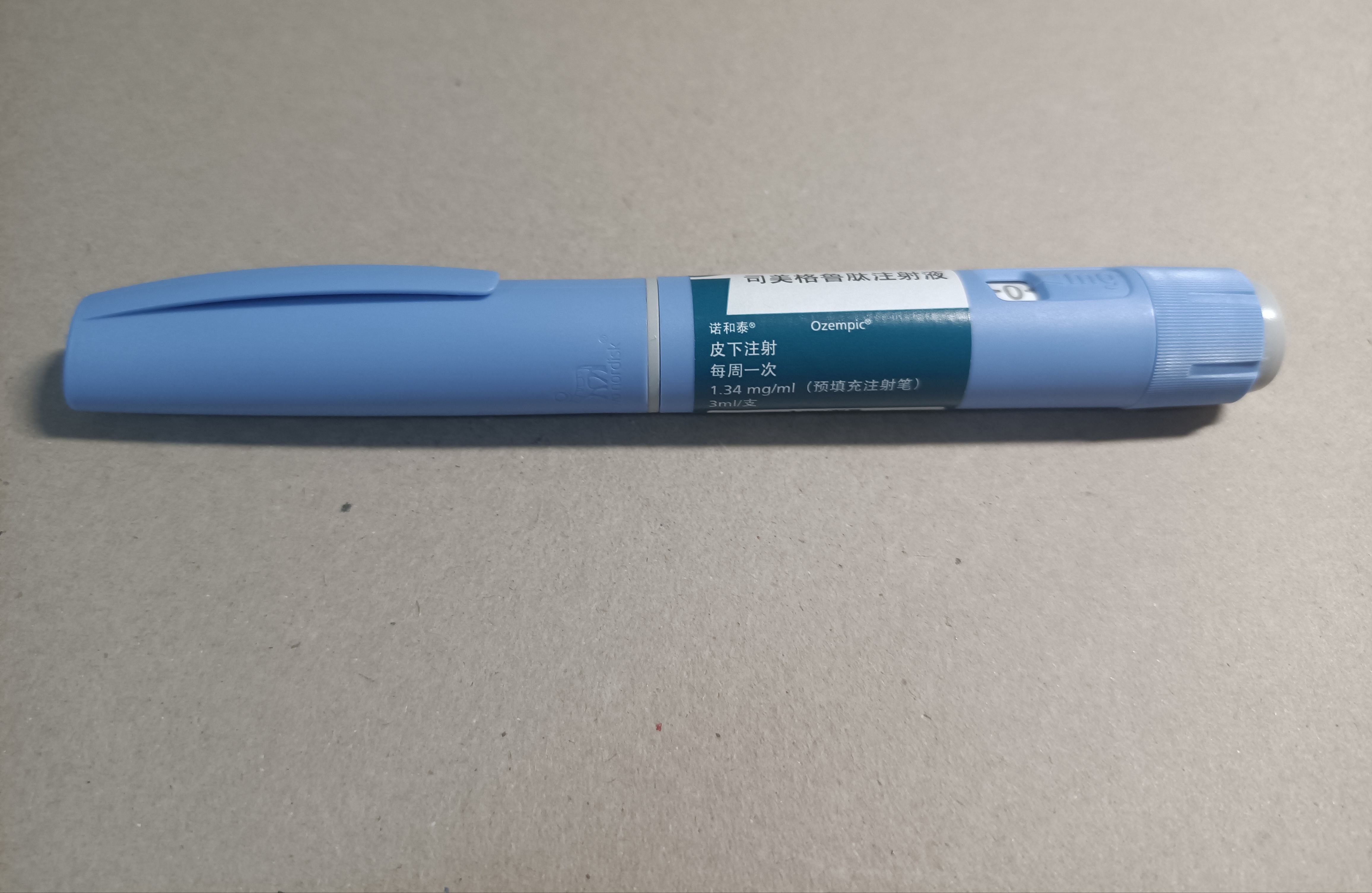
Penna för subkutan injektion med Ozempic, saluförd i Kina

Semaglutid, som säljs under varumärken som Ozempic och Wegovy (i lösning för subkutan injektion) samt Rybelsus (i tablettform), är en aktiv läkemedelssubstans som används för behandling av diabetes typ 2 och obesitas. Det togs fram av Novo Nordisk under 2010-talet. Det är en glukagonlik peptid, som liknar hormonet glukagonlik peptid-1 (GLP-1), vilket frisläpps i mag-tarmkanalen genom att inta föda.
Vid behandling hos vuxna patienter av typ 2-diabetes kan semaglutid användas som komplement till kost- och motionsåtgärder. Användningen för viktkontroll sammanhänger med att semaglutid är ett aptitdämpande medel, som påverkar vikten genom tarmhormoner.

## Egenskaper
Semaglutid är en GLP-1-receptoragonist, en substans som imiterar verkningarna av människans inkretin GLP-1. Den har som mest framträdande effekt att på samma sätt som GLP-1 öka utsöndringen av insulin, det hormon som sänker blodsockernivån, och underlättar därmed regleringen av blodsocker (den glykemiska kontrollen). Biverkningar är framför allt relaterade till mag-tarmkanalen, som illamående, kräkningar, diarré, buksmärtor och förstoppning.
Kemiskt liknar semaglutid GLP-1. De sex första aminosyrorna i GLP-1 saknas. Substitutioner har gjorts beträffande GLP-positionerna 8 och 34 (semaglutidpositionerna 2 och 28), där alanin och lysin har ersatts av "2-aminoisobutyric acid" (en icke-proteinogen aminosyra) respektive arginin. Alaninet hindrar kemisk nedbrytning av enzymet dipeptidylpeptidas 4 (DPP-4). Lysinet på GLP-position 26 (semaglutidposition 20) har en lång sidokedja, vilken slutar med en kedja av 17 kolatomer och en karboxylgrupp. Detta ökar läkemedlets bindning till blodprotein (albumin), vilket möjliggör längre närvaro i blodcirkulationen.
Halveringstiden i blodet för semaglutid är omkring sju dagar. Den administreras genom subkutan injektion en gång per vecka eller genom dagligt intag i tablettform.
Semaglutid har också effekt på matintaget genom att sänka aptiten och minska takten på matsmältning i magen.

## Medicinsk användning
Indikation för semaglutid är som komplement till diet och motion för att förbättra glykemisk kontroll hos vuxna med  diabetes typ 2.
Intag av semaglutid med högre dos indikeras som ett komplement till diet och motion för långsiktig viktminskning hos vuxna med obesitas, vilka har åtminstone en viktrelaterad samsjuklighet.

## Historik
Från 2012 utvecklades semaglutid av Novo Nordisk för en behandling mot diabetes med dosering en gång per vecka, som ett alternativ till liraglutid för diabetesbehandling. Den fick varunamnet Ozempic. Kliniska försök gjordes januari 2016–maj 2017. I mars 2021 lades resultatet av en fas III-studie av subkutan injektion med semaglutid en gång per vecka fram.
I juli 2023 rapporterade Islands läkemedelsmyndighet om två fall av självmordstankar och ett fall av självskada hos användare av personer som injicerat semiglutid. Europeiska läkemedelsmyndigheten tillkännagav då att den skulle undersöka säkerhetsfrågor beträffande Wegovy, Saxenda och liknande läkemedel, till att börja med riskerna för att använda viktminskningsmedicinering med läkemedel som innehåller semaglutid eller liraglutid.

## Godkännande för användning
Amerikanska Food and Drug Administration godkände läkemedlet Ozempic i lösning i december 2017 för behandling av diabetes i USA Ozempic blev tillåtet i Europeiska unionen och i Japan 2018.
En version i tablettform, Rybelsus, godkändes i USA i september 2019 och i Europeiska unionen i april 2020.
I juni 2021 godkändes läkemedlet Wegovy, som administreras som subkutan injektion, för behandling av obesitet för långsiktig viktminskning hos vuxna personer, i USA.  I Europa godkändes det i januari 2022.
En stark ökning av efterfrågan på semaglutid ledde 2022 till brist på marknaden.